# 新町支石墓群
新町支石墓群（しんまちしせきぼぐん）は、福岡県糸島市志摩新町にある複合遺跡の新町遺跡（しんまちいせき）に含まれる弥生時代早期の支石墓群。2000年（平成12年）9月6日に国の史跡に指定された。

## 概要
玄界灘に面した糸島半島の南西側に位置し、引津湾に面した砂丘上に立地する。九州大学医学部教授の中山平次郎によって、大正時代から学界に紹介された著名な遺跡である。付近には縄文時代後期の貝塚、「貨泉」や「半両銭」が採集された弥生時代の御床松原遺跡、古墳時代前期の箱式石棺墓群、中世の土坑墓群などが残されている。
1986年（昭和61年）に第1次発掘調査が実施され、弥生時代早期から前期前半の支石墓などによる墓域が確認された。以後数次にわたって範囲確認調査が実施され、東側に前期前半から後半への墓域が広がり、南側の砂丘裾には甕棺墓や箱式石棺墓群が延びる南北約80メートル、東西約140メートルの墓域が確認された。
第1次調査では，合計57基の支石墓・甕棺墓が確認され、上石が原位置を保つ支石墓7基、上石を欠き支石のみのもの10基などが発見され、全57基のうち約3分の1は支石墓であった。完全な形の支石墓のうち、ほぼ同様な構造と大きさをもつ9号と11号の2基が完掘された。9号墓は約1トンの花崗岩の上石を4つの支石で支え，墓坑は長さ180センチメートル、幅65センチメートル、深さ60センチメートルの長方形で、やや横向きの膝を曲げた状態で人骨一体が発見された。この埋葬姿勢や土坑底の四方に棺台と思われる置き石がある例から見ても、遺骸の埋葬には木棺が用いられていたと考えられる。
約半数の墓は内部まで発掘されたが、半数には小壺が副葬されていた。また、合計14体の人骨が出土したが、乳幼児は甕棺に埋葬され、成人は木棺に埋葬されていたと推定される。人骨は、低顔・低身長という縄文人的な特徴を示し、縄文的な抜歯が共通して認められた。

### 24号墓出土人骨
さらに24号墓からは、木棺の裏込めと思われる4個の石に挟まれるようにして、左大腿骨に朝鮮系柳葉形磨製石鏃が刺さった熟年の男性人骨が発見された。弥生時代早期段階における「戦い」での死者ではないかといわれ、日本列島における「最初の戦争犠牲者」とも形容される。この男性人骨の木棺墓直下には、別人の頭部（歯のみを検出）を埋納したとみられる小土坑が構築されており、木棺墓の男性が討ち取った人物の首級がともに埋葬された事例ではないかと考えられている。
本遺跡は朝鮮系の墓制である支石墓を多く含む弥生文化初期の墓制を良く示し、埋葬人骨も良く保存された希有な遺跡である。本格的な農耕文化の受容・発信地であったこの地域の人骨が縄文人的特徴を強く残した人々であったこと、弥生時代の初期から戦闘が行われていたらしいことを示すなど、九州地方北部における弥生時代初期の文化の成立過程や当時の社会状況を知る上で極めて重要である。

## 現状
現在の支石墓群の遺構検出面には保護観察棟が建設され、「新町遺跡展示館」として一般公開されている。